# 8-ма армія (Німецька імперія)
Не варто плутати з 8-ю німецькою армією часів Другої світової війни
8-ма а́рмія  (нім. 8. Armee) — польова армія Імперської армії Німеччини за часів Першої світової війни.

## Історія
8-ма армія (нім. 8. Armee) була сформована 2 серпня 1914 року.

## Командування

### Командувачі
1-ше формування
- генерал-полковник Максимілиан фон Прітвіц-унд-Гаффрон (нім. Maximilian von Prittwitz) (2 — 23 серпня 1914);
- генерал-полковник Пауль фон Гінденбург (нім. Paul von Hindenburg) (23 серпня — 18 вересня 1914);
- генерал артилерії Ріхард фон Шуберт (нім. Richard von Schubert) (18 вересня — 9 жовтня 1914);
- генерал від інфантерії Герман фон Франсуа (нім. Hermann von François) (9 жовтня — 7 листопада 1914);
- генерал від інфантерії Отто фон Белов (нім. Otto von Below) (7 листопада 1914 — 26 травня 1915);
- генерал артилерії Фрідріх фон Шольц (нім. Friedrich von Scholtz) (26 травня — 29 вересня 1915);

2-ге формування
- генерал від інфантерії Отто фон Белов (30 грудня 1915 — 5 жовтня 1916);
- генерал від інфантерії Макс фон Фабек (нім. Max von Fabeck) (5 — 22 жовтня 1916);
- генерал від інфантерії Бруно фон Мудра (нім. Bruno von Mudra) (22 жовтня 1916 — 2 січня 1917);
- генерал артилерії Фрідріх фон Шольц (2 січня — 22 квітня 1917);
- генерал від інфантерії Оскар фон Гут'єр (нім. Oskar von Hutier) (22 квітня — 12 грудня 1917);
- генерал від інфантерії, з 27 січня 1918 генерал-полковник Гюнтер фон Кірхбах (нім. Günther Graf von Kirchbach) (12 грудня 1917 — 31 липня 1918);
- генерал від інфантерії Гуго фон Катен (нім. Hugo von Kathen) (31 липня 1918 — 21 січня 1919).